# Distrikt Anapia
Der Distrikt Anapia liegt in der Provinz Yunguyo in der Region Puno in Südost-Peru. Der Distrikt wurde am 1. Juni 1983 gegründet. Er besitzt eine Fläche von 10,4 km². Beim Zensus 2017 wurden 1836 Einwohner gezählt. Im Jahr 1993 betrug die Einwohnerzahl 1108, im Jahr 2007 2294. Sitz der Distriktverwaltung ist die 3856 m hoch gelegene Ortschaft Anapia mit 1240 Einwohnern (Stand 2017). Anapia befindet sich knapp 27 km ostsüdöstlich der Provinzhauptstadt Yunguyo.

## Geographische Lage
Der Distrikt Anapia befindet sich im äußersten Osten der Provinz Yunguyo. Er umfasst eine Inselgruppe im Wiñaymarka, dem Südteil des Titicacasees. Die Inseln liegen unweit des zu Bolivien gehörenden Südostteils der Copacabana-Halbinsel. Die größten Inseln sind Anapia, Suana, Yupique und Caana.

## Ortschaften
Im Distrikt gibt es neben dem Hauptort folgende größere Ortschaften:
- Isla Suana (336 Einwohner)